# 青木ゆかり (テレビ美術デザイナー)
青木 ゆかり（あおき ゆかり）は、日本の美術デザイナー。東京藝術大学出身。

## 人物
夫は東京芸術大学時代の同級生で立体造形デザイナーの安藤健浩。

## 来歴
TBSデザインセンター長を経て、現在はTBSホールディングスの執行役員を務める。

## 仕事

### テレビドラマ美術
- 「愛していると言ってくれ」（1995年7/月7日 - 9月22日）
- 「カルテット」（2017年1月17日 - 3月21日）
- 「凪のお暇」（2019年7月19日 - 9月20日）